# Winter’s Bane
Winter’s Bane – amerykański zespół powermetalowy. Znany jest głównie przez uczestnictwo w nagraniu pierwszej płyty Tima „Rippera” Owensa. Został założony w 1990 roku. Jego liderem i jedynym członkiem który jest od początku istnienia zespołu jest gitarzysta Lou St. Paul. Teksty utworów zespołu najczęściej dotyczą przemocy i śmierci.

## Historia
Winter’s Bane został założony w 1990 roku. Trzy lata później w składzie Tim Owens, Lou St. Paul, David Hayes, Dennis Hayes i Terry Salem zespół wydał album Heart of a Killer. Niedługo później Owens odchodzi od grupy, skupiając się na swoim cover bandzie Judas Priest – British Steel. Na demie Season Of Brutality w roli wokalisty zmuszony jest wystąpić Lou St. Paul, również pojawia się nowy perkusista Todd Bertolette. W takim samym składzie w 1997 nagrany zostaje drugi pełnowymiarowy album Girth. Dwa lata później Winter’s Bane umieszcza swoją wersje utworu Steeler na tribut albumie w hołdzie Judas Priest – Hell Bent For Metal. W 2000 roku Century Media wydaje znowienie debiutanckiego albumu wraz z bonusową płytą z ciężko dostępnymi nagraniami demo. Po wielokrotnych przetasowaniach składu oraz poszukiwaniach wokalisty o podobnych zdolnościach do Owensa, zespół w składzie Alex Koch (śpiew), Lou St. Paul (gitary i bas) oraz Mark Cross (instrumenty perkusyjne) w 2006 nagrywa trzeci i jak do tej pory ostatni album Redivivus.

## Muzycy

### Obecny skład
- Lou St. Paul – gitary, gitara basowa, śpiew
- Bryan Morris – gitara basowa
- Jeff Curenton – instrumenty perkusyjne

### Byli muzycy

#### Śpiew
- Tim Owens
- B.C. Richards
- Alexander Koch
- Jeff „Z” Zaigen

#### Gitara
- Dwayne Davis
- David Hayes
- John „Doomsday” Stevens

#### bas
- Dave Holder
- John Comprix
- Ken Stadelman
- Dennis Hayes
- Jeff Welch

#### perkusja
- Hama Hart
- Terry Salem
- Todd Bertolette
- Mark Cross

#### Instrumenty klawiszowe
- Gerhard Magin

## Dyskografia
- Heart of a Killer (1993)
- Girth (1997
- Redivivus (2006)